# SKA
SKA (англ. Square Kilometre Array, Радіоантена площею квадратний кілометр) являтиме собою інтерферометричний радіотелескоп з окремими антенами, що використовує методи апертурного синтезу для досягнення синтезованої апертури діаметром у 3 000 км. РаКК призначена для спостереження газових компонентів раннього Всесвіту (хмар нейтрального водню HI та монокису вуглецю CO) з метою накопичення даних для подальшого моделювання його еволюції.

## Вступ
У 20-му столітті людство визначило де саме у Всесвіті знаходиться наша Земля. Наші телескопи виявили розширення Всесвіту разом з міріадами галактик, кожна з яких переповнена зорями різних розмірів та температур, а також чорними дірами, нейтронними зорями, планетами та газовими хмарами.
У 21-му столітті ми намагатимемось зрозуміти еволюцію нашого Всесвіту та його складових компонентів. Щоб віднайти відповіді на ці фундаментальні питання, необхідне астрономічне обладнання нової генерації з революційно новими радіотелескопами, серед якого Радіоантена площею у Квадратний Кілометр (РаКК) відіграватиме визначальну роль. Нещодавні інноваційно-технологічні досягнення в розробці обраховуючих та радіо-частотних приладів роблять можливим завешення будівництва РаКК вже у 2022 році. З безпрециндентно великою площею для накопичення радіохвиль РаКК буде в 50 раз чутливішою й зможе у 10 000 раз швидше проводити огляд неба, ніж будь-який з вже побудованих радіотелескопів. Досліджуючи глибини Всесвіту РаКК зможе дати відповідь на багато фундаментальних питань сучасної астрономії, а також на питання, котрі виникнуть у майбутньому.

## РаКК— революція в астрономії

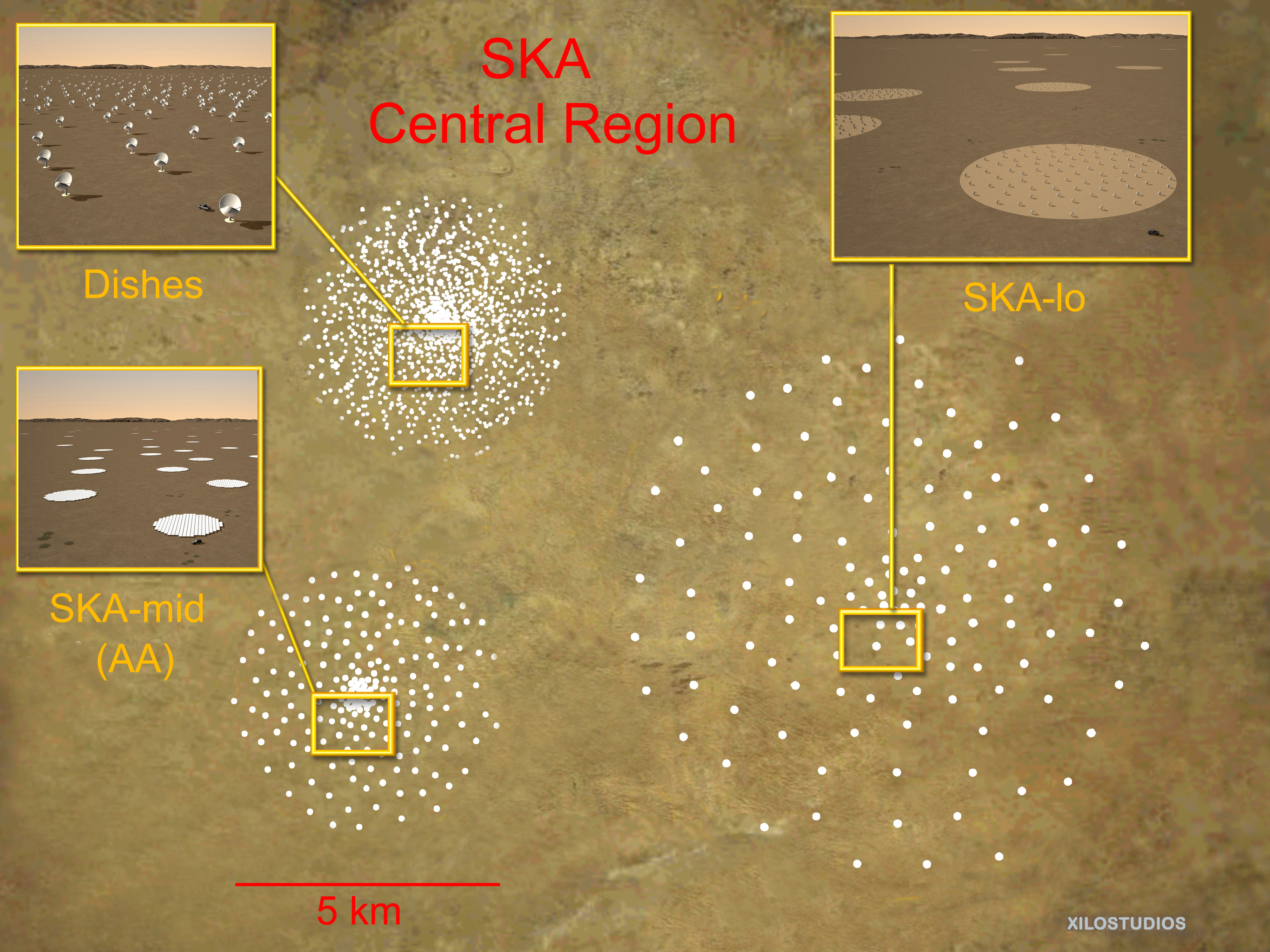
Структура центральної частини РаКК. Детальніше зображення кожної з компонент подано нижче.

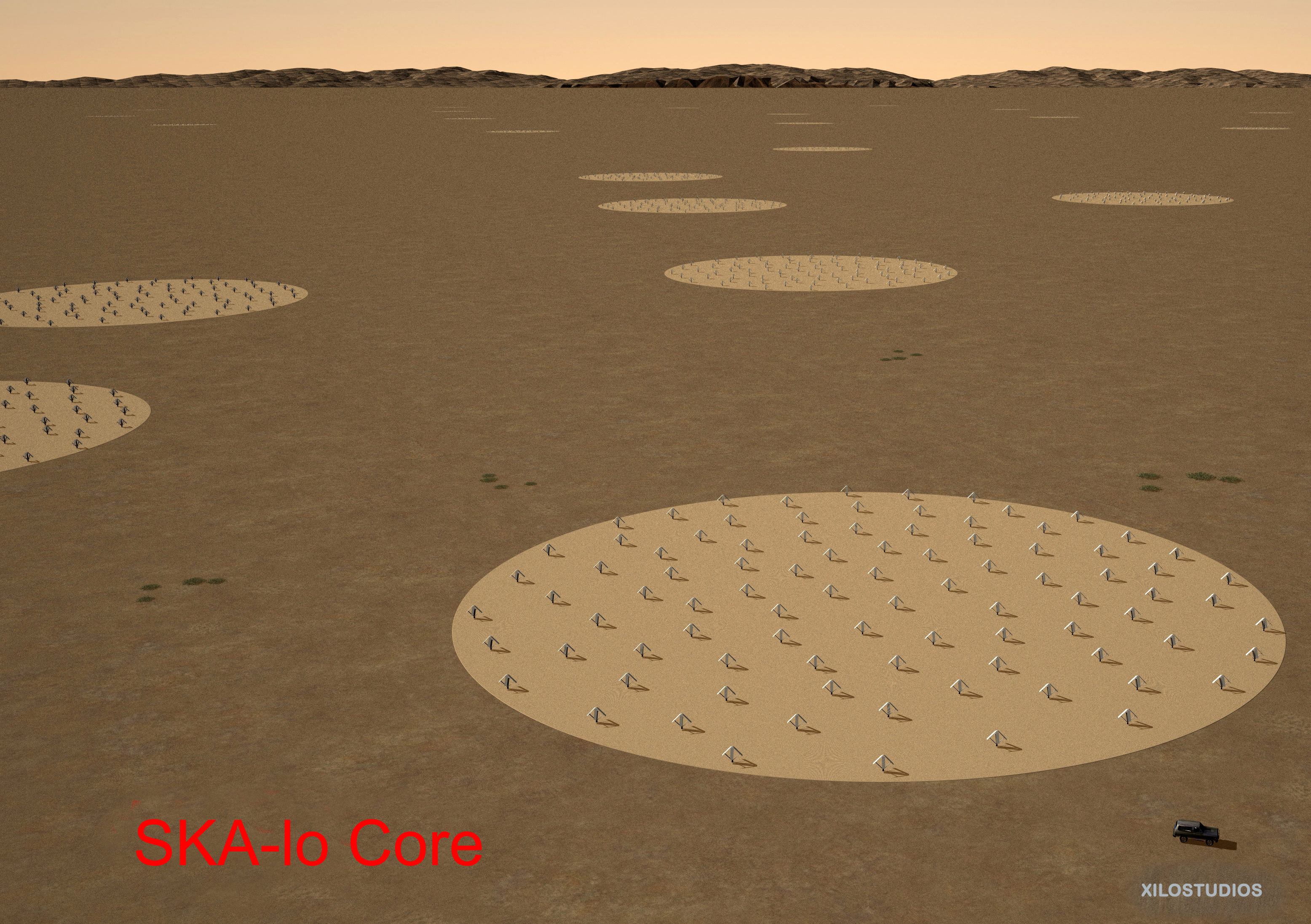
Зображення низькополосного ядра РаКК

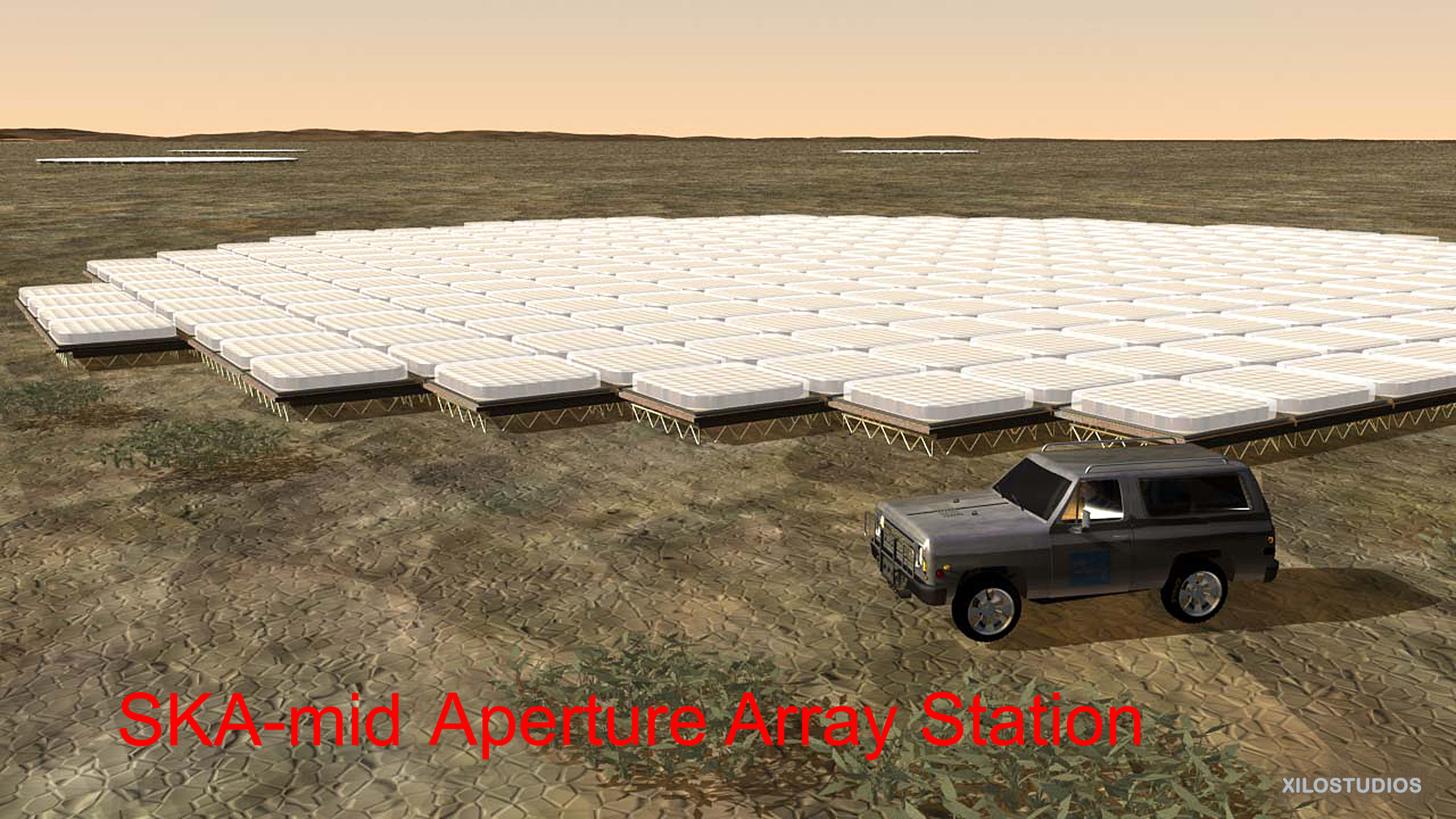
Зображення середньосмугової апертури РаКК діаметром 60 м, що складається з антенних компонент розміром 3 м × 3 м

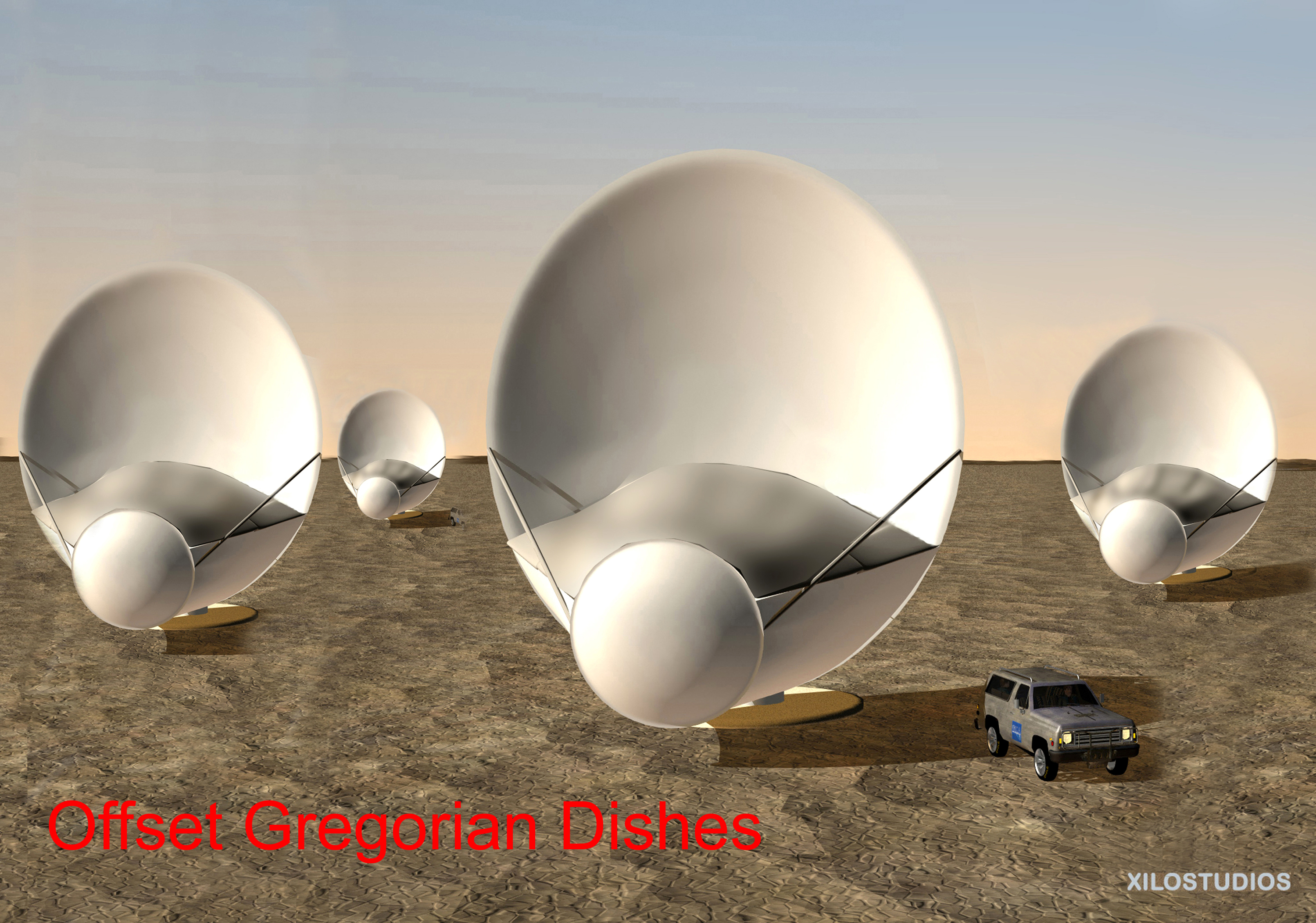
Зображення малих параболічних антен розміром 12 м-15 м. Для досягнення зазначеної в тексті чутливості необхідно встановити 4400 таких 12-метрових тарілок.

РаКК планується як інструмент апертурного синтезу. Сигнали від окремих антен буде чисельно скомбіновано щоб утворити радіотелескоп з діаметром рівним найбільшій відстані між окремими антенами — близько 3 000 км. Це дасть екстремально високу кутову роздільну здатність, так щоб РаКК зміг видавати найчіткіші радіозображення неба.
РаКК також матиме дуже велике поле зору (ПЗ). Поставлено мету досягти поля зору 200 квадратних градусів для частотного діапазону менш ніж 1ГГц й більше одного квадратного градуса (це поле зору еквівалентне видимому сукупному розміру 5-ти повних місячних дисків) для вищих частот. Для того щоб досягти одночасно різне поле зору для різних частот планується застосувати технологію фазування радіоантен. Ця властивість РаКК суттєво прискорить швидкість огляду неба або дозволить кільком користувачам одночасно спостерігати різні ділянки неба. Мета досягти велике покриття неба одночасно з різними полями зору потребує нових методів обробки сигналів та специфікації обрахунків для РаКК.
Комбінація великого поля зору з надвисокою чутливістю та з різними методами оперування радіотелескопом свідчить про те, що РаКК забезпечить революційний підйом на шляху нашого пізнавання Всесвіту.

## Астрономічна програма для РаКК
РаКК буде досить гнучким інструментом, розробленим для вирішення широкого спектра проблем в астрофізиці, фундаментальній фізиці, космології та практичній астрофізиці. Вона буде здатною зондувати ще недосліджені ділянки віддалених глибин Всесвіту. Основні наукові напрямки роботи РаКК включають у себе такі проекти:

### Перевірка загальної теорії відносності
Протягом майже 90 років загальна теорія відносності Ейнштейна досить точно передбачувала вихідні результати тестових експериментів. Більшість з цих тестів, включаючи найточніші з них, було проведено з застосуванням радіо-астрономічних вимірювань. Використовуючи пульсари як детектори космічних гравітаційних хвиль або просліджуючи характер пульсацій пульсару, що обертаються навколо чорної діри, астрономи отримають можливість перевірити межі застосування загальної теорії відносності щодо поведінки простору-часу в областях з максимально викривленим простором. Саме тоді буде відомо чи Ейнштейн дійсно був правий щодо форми поєднання простору, часу та гравітації, чи виникне необхідність застосування нової фізики для пояснення майбутніх результатів високоточних спостережень.

### Галактики, космологія, темна матерія та темна енергія
Чутливість РаКК до лінії 21 см нейтрального водню дозволить провести картографію розподілу хмар HI для мільйонів галактик розташованих далеко в глибинах Всесвіту. Визначення великомасштабної структури розподілу хмар HI дозволить дізнатися як саме сформувалися та розвиваються галактики. Картографія розподілу водню у Всесвіті надасть можливість створити тривимірне зображення перших неоднорідностей густини матерії у прадавньому Всесвіті, з яких потім сформувалися галактики та кластери галактик. Це також дозволить перевірити вплив загадкової темної енергії на розширення Всесвіту.

### Дослідження темного періоду в історії Всесвіту— перші чорні діри та зорі
РаКК зможе поповнити наші знання відомостями про так званий темний період в історії Всесвіту — між 300 000 років після Великого Вибуху, коли нарешті Всесвіт став прозорим для випромінювання, й мільйонами років пізніше, коли з'явилися перші галактики. Спостерігаючи первинний розподіл газу, РаКК зможе побачити як Всесвіт у процесі еволюції поступово запалював свої зорі й формував галактики.

### Походження та еволюція космічного магнетизму
На сьогоднішній день все ще не можливо дати переконливу відповідь на фундаментальне питання про походження та еволюцію космічних магнітних полів, проте цілком зрозуміло, що вони є важливим компонентом міжзоряного та міжгалактичного простору. Загалом випромінювання від далеких галактик буде змінювати свою поляризацію проходячи через міжзоряне чи міжгалактичне середовище з магнітним полем (ефект Фарадея) й ця зміна пропорційна напруженості поля та напрямку магнітних ліній по відношенню до напрямку розповсюдження світла. Проводячи картографію структури та напруженості магнітних полів у віддалених галактиках та міжгалактичному просторі РаКК зможе визначити яку саме роль відіграють магнітні поля в еволюції галактик та самого Всесвіту.

### Дослідження невідомого
Історія свідчить, що багато значимих наукових відкриттів було зроблено несподівано або як побічний продукт експериментів, що мали на меті щось зовсім інше. Унікальна чутливість та багатогранність РаКК складають тверду основу для чисельних майбутніх відкриттів за участю РаКК.